# 사토미촌 (아키타현)
사토미촌(里見村)은 아키타현 히라카군에 있던 촌이다. 현재의 요코테시 서남부, 오모노강의 동쪽, 국도 107호선 연선에 해당한다.

## 역사
- 1889년 4월 1일 - 정촌제 시행에 의해 4촌의 구역으로 성립하였다.
- 1955년 4월 1일 - 누마다테정, 후쿠치촌 및 오가치군 메이지촌의 일부와 합병해 오모노가와정이 성립해, 동일 사토미촌이 폐지되었다.

## 교통

### 철도
- 일본국유철도
  - 오우 본선

### 도로
- 혼조가도 (현:국도 107호선)